# اعتباردهی ذهنی
اعتباردهی ذهنی (به انگلیسی: Subjective validation) که گاهی اوقات «اثر تأیید شخصی» نیز نامیده می‌شود، سوگیری شناختی است که به موجب آن افراد گزاره‌ها یا اطلاعات را در صورت داشتن معنی یا اهمیت شخصی برای آنها، صحیح می‌دانند. به عبارت دیگر اثر تأیید شخصی فرآیندی ذهنی است که در نتیجه آن یک فرد آنچه می‌شنود یا می‌بیند (اخبار، جملات، نشانه‌ها و..) را درست می‌پندارد به خاطر اینکه درست بودن آنها برایش خوشایند و دارای اهمیت است.
افرادی که تفکر آنها تحت تأثیر «اثر تأیید شخصی» قرار دارد دو اتفاق بی‌ربط را به هم ارتباط می‌دهند چرا که اعتقادات و باورهای شخصی آنها خواستار این ارتباط است. در تایید شخصی (Subjective Confidence) آنچه باعث اطمینان شخص درباره ارزیابی او از یک موضوع است استحکام داستان و روابطی است که در ذهن خود ساخته است نه کیفیت و مقدار اطلاعات و شواهد. 

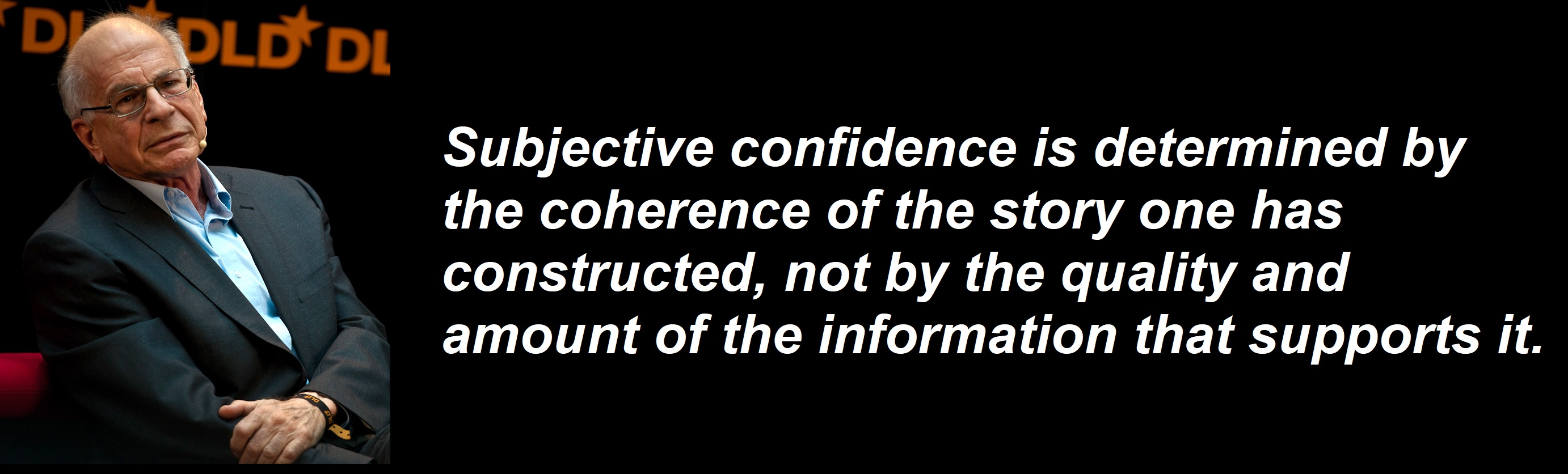
در تایید شخصی آنچه باعث اطمینان شخص درباره ارزیابی او از یک موضوع است استحکام داستان و روابطی است که در ذهن خود ساخته است نه کیفیت و مقدار اطلاعات و شواهد. (از کتاب تفکر، سریع و آهسته اثر دانیل کانمن - فصل ۲۴ - موتور نظام سرمایه‌داری)

این خطای ذهنی (سوگیری) نشان می‌دهد که افراد تمایل دارند تا یک ایده یا سخنی را در صورتی که به نظر آنها خوشایند باشد بپذیرند. یک مثال در این مورد طالع‌بینی است جایی که طالع بین نظراتی مبهم، کلی و مثبت دربارهٔ فرد ارائه می‌دهد مانند: «شما استعدادهای کشف نشده‌ای دارید که هنوز از آنها بهره نبرده‌اید»
اثر تأیید شخصی نوعی سوگیری تأیید است و زیرمجموعه آن محسوب می‌شود.